# Wet van Torricelli

Illustratie van de wet van Torricelli

De wet van Torricelli is een wet uit de vloeistofdynamica, genoemd naar Evangelista Torricelli. Wanneer in een reservoir onder invloed van de zwaartekracht vloeistof uit een lager gelegen opening stroomt, dan is volgens deze wet de uitstroomsnelheid waarmee de vloeistof uit die opening stroomt, evenredig met de vierkantswortel uit het verval. De wet kan afgeleid worden uit de wet van Bernoulli en zegt formeel:
{\displaystyle v={\sqrt {2gh}}}
Hierbij is {\displaystyle v} de snelheid, {\displaystyle g} de valversnelling en {\displaystyle h} de afstand tussen het vloeistofoppervlak en het midden van de opening. De snelheid komt overeen met de snelheid die de vloeistof ook in vrije val zou halen. Deze snelheid is onafhankelijk van de vorm van het reservoir, vorm van de leiding, grootte van de uitstroomopening en massadichtheid van de vloeistof.
Torricelli ontdekte deze wet, niet in deze vorm, in 1643. Merk wel op dat deze wetmatigheid enkel waar is als het vat open is en als de oppervlakte van de opening onderaan het vat veel kleiner is dan het bovenoppervlak van het vat, zodat de snelheid aan het oppervlak gelijk aan nul mag gesteld worden (cf. stationaire stroming).